# Tithaeus granulatus
Tithaeus granulatus is een hooiwagen uit de familie Tithaeidae. De originele naamcombinatie (protoniem) is Tithaeus granulatus Banks, 1930. De huidige (vanaf 2023) geldig wetenschappelijke naam van Tithaeus granulatus Gaat terug op Banks.